# Tyrosinekinaseremmers
Tyrosinekinaseremmers (TKI) of proteïnekinaseremmers vormen een groep medicijnen die gebruikt worden bij targettherapie tegen kanker, ook wel doelgerichte therapie genoemd. Het zijn kleine moleculen die enzymen in de signaalroutes van de kankercel onderbreken: de kankercel wordt geactiveerd door koppeling van een fosfaatgroep (fosforylering), wat door deze medicijnen wordt verhinderd. Dit zorgt er voor dat de kankercel dood gaat of niet meer kan delen.
Deze kankertherapie kan de kanker alleen remmen, maar niet genezen.
Dit type behandeling is bovendien vaak alleen werkzaam als er sprake is van een specifieke mutatie in de kankercellen.
| Naam         | Merknamen           | Mutatie                                                                         | Type kanker                                                                                    |
| ------------ | ------------------- | ------------------------------------------------------------------------------- | ---------------------------------------------------------------------------------------------- |
| Abemaciclib  | Verzenios           | (HR)-positieve, HER2-negatieve mutatie                                          | Borstkanker                                                                                    |
| Afatinib     | Giotrif             | EGFR-mutatie                                                                    | Longkanker                                                                                     |
| Alectinib    | Alecensa            | ALK-positieve mutatie                                                           | Longkanker                                                                                     |
| Axitinib     | Inlyta              |                                                                                 | Niercelkanker                                                                                  |
| Binimetinib  | Mektovi             | BRAF V600-mutatie                                                               | Melanoom                                                                                       |
| Bosutinib    | Bosulif             | Philadelphia-chromosoom-positieve mutatie                                       | Chronische myeloïde leukemie                                                                   |
| Brigatinib   | Alunbrig            | ALK-positieve mutatie                                                           | Longkanker                                                                                     |
| Cabozantinib | Cabometyx, Cometriq |                                                                                 | Schildklierkanker, leverkanker (HCC), niercelkanker                                            |
| Ceritinib    | Zykadia             | ALK-positieve mutatie                                                           | Longkanker                                                                                     |
| Cobimetinib  | Cotellic            | BRAF V600-mutatie                                                               | Melanoom                                                                                       |
| Crizotinib   | Xalkori             | ALK-positieve mutatie                                                           | Longkanker                                                                                     |
| Dabrafenib   | Tafinlar            | BRAF V600-mutatie                                                               | Melanoom                                                                                       |
| Dacomitinib  | Vizimpro            | EGFR-mutatie                                                                    | Longkanker                                                                                     |
| Dasatinib    | Dasatinib, Sprycel  | Philadelphia-chromosoom-positieve mutatie                                       | Chronische myeloïde leukemie en acute lymfatische leukemie                                     |
| Encorafenib  | Braftovi            | BRAF V600-mutatie                                                               | Melanoom                                                                                       |
| Erlotinib    | Tarceva             | EGFR-mutatie (exon 19 deletie of exon 21 L858R-mutatie)                         | Longkanker                                                                                     |
| Everolimus   | Afinitor, Votubia   |                                                                                 | Niercelkanker, neuro-endocriene tumor, borstkanker                                             |
| Gefitinib    | Gefitinib, Iressa   | EGFR-TK-mutatie                                                                 | Longkanker                                                                                     |
| Ibrutinib    | Imbruvica           |                                                                                 | Chronische lymfatische leukemie en mantelcellymfoom                                            |
| Idelalisib   | Zydelig             |                                                                                 | Chronische lymfatische leukemie en folliculair lymfoom                                         |
| Imatinib     | Glivec, Imatinib    | o.a. Philadelphia-chromosoom-positieve mutatie en Kit (CD117) positieve mutatie | o.a. chronische myeloïde leukemie, acute lymfatische leukemie en myelodysplastisch syndroom    |
| Lapatinib    | Tyverb              | HER2-overexpressie                                                              | Borstkanker                                                                                    |
| Lenvatinib   | Kisplyx, Lenvima    |                                                                                 | Schildklierkanker, leverkanker (HCC), niercelkanker                                            |
| Lorlatinib   | Lorviqua            | ALK-positieve mutatie                                                           | Longkanker                                                                                     |
| Midostaurine | Rydapt              | FLT3-mutatie                                                                    | o.a. acute myeloïde leukemie                                                                   |
| Nilotinib    | Tasigna             | Philadelphia-chromosoom-positieve mutatie                                       | Chronische myeloïde leukemie                                                                   |
| Nintedanib   | Vargatef            |                                                                                 | Longkanker                                                                                     |
| Osimertinib  | Tagrisso            | EGFR-mutatie en EGFR-T790M-mutatie                                              | Longkanker                                                                                     |
| Palbociclib  | Ibrance             | (HR)-positieve, HER2-negatieve mutatie                                          | Borstkanker                                                                                    |
| Pazopanib    | Votrient            |                                                                                 | Niercelkanker, wekedelenkanker                                                                 |
| Ponatinib    | Iclusig             | Philadelphia-chromosoom-positieve mutatie, T315I-mutatie                        | Philadelphia–chromosoom–positieve acute lymfoblastische leukemie, chronische myeloïde leukemie |
| Regorafenib  | Stivarga            |                                                                                 | o.a. darmkanker en leverkanker (HCC)                                                           |
| Ribociclib   | Kisqali             | (HR)-positieve, HER2-negatieve mutatie                                          | Borstkanker                                                                                    |
| Ruxolitinib  | Jakavi              |                                                                                 | Myelofibrose en polycythaemia vera                                                             |
| Sorafenib    | Nexavar             |                                                                                 | Schildklierkanker, leverkanker (HCC), niercelkanker                                            |
| Sunitinib    | Sutent              |                                                                                 | o.a. niercelkanker                                                                             |
| Temsirolimus | Torisel             |                                                                                 | Niercelkanker en mantelcellymfoom                                                              |
| Tivozanib    | Fotivda             |                                                                                 | Niercelkanker                                                                                  |
| Trametinib   | Mekinist            | BRAF V600-mutatie                                                               | Melanoom                                                                                       |
| Vandetanib   | Caprelsa            |                                                                                 | Schildklierkanker                                                                              |
| Vemurafenib  | Zelboraf            | BRAF V600-mutatie                                                               | Melanoom                                                                                       |
| Zanubrutinib | Brukinsa            |                                                                                 | Ziekte van Waldenström, Marginalezonelymfoom en Chronische lymfatische leukemie                |